# ユーリ・ジルコフ
ユーリ・ヴァレンティノヴィチ・ジルコフ（ロシア語: Ю́рий Валенти́нович Жирко́в, 1983年8月20日 - ）は、ロシアの元サッカー選手。元ロシア代表。現役時代のポジションはミッドフィールダー、ディフェンダー。「ロシアのロナウジーニョ」と評されるテクニシャン。

## 経歴

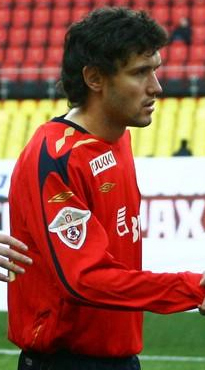
CSKAモスクワ時代のジルコフ

ジルコフは、工場で働く父のヴァレンティンと郵便局員の母との間にジルコフ家の2番目の子供として生まれた。
2001年、スパルタク・タンボフでプロデビューを飾り、74試合・26得点の記録を残し、2004年に強豪PFC CSKAモスクワへと移籍。加入初年度からレギュラーとして活躍し、UEFAカップではチームの初優勝に貢献した。2005年にはA代表デビューも飾る。
UEFAチャンピオンズリーグ 2006-07のハンブルガーSV戦（2006年12月6日）でのジルコフのゴールが、UEFAオフィシャルマガジン選出のベストゴールに輝いた。
EURO2008ではロシア代表の左SBのレギュラーとして活躍し、チームのベスト4進出に貢献。UEFA選定大会優秀選手に選ばれた。元々はサイドハーフとして活躍していたが代表では不動の左SBとして君臨している。2008年10月、アンドレイ・アルシャヴィンとともに同年度のバロンドール受賞対象者30人にノミネートされた。
2009年7月6日、イングランドの強豪チェルシーFCへ移籍金1800万ポンド（2100万ユーロ）で移籍した。チェルシーの一員としてのデビュー戦となる親善試合ACミラン戦では決勝ゴールを決めるなど、衝撃的なデビュー戦となった。その後、膝の怪我で戦列を離れていたが、同年9月23日クイーンズ・パーク・レンジャーズFC戦（カーリングカップ）で国内の公式戦のデビューを果たした。
しかしチェルシーでは思うような結果が残せず、2011年8月にFCアンジ・マハチカラに4年契約で移籍をした。
2013年8月、アンジの財政縮小の影響を受け、チームメイトのイゴール・デニソフとアレクサンドル・ココリンと共にFCディナモ・モスクワに移籍した。
2018FIFAワールドカップロシア大会を最後に代表からの引退を表明したが、翌年3月に再びEURO2020予選のメンバーに召集された。
2021年、UEFA EURO 2020を戦うメンバー26人に選出された。

## 人物

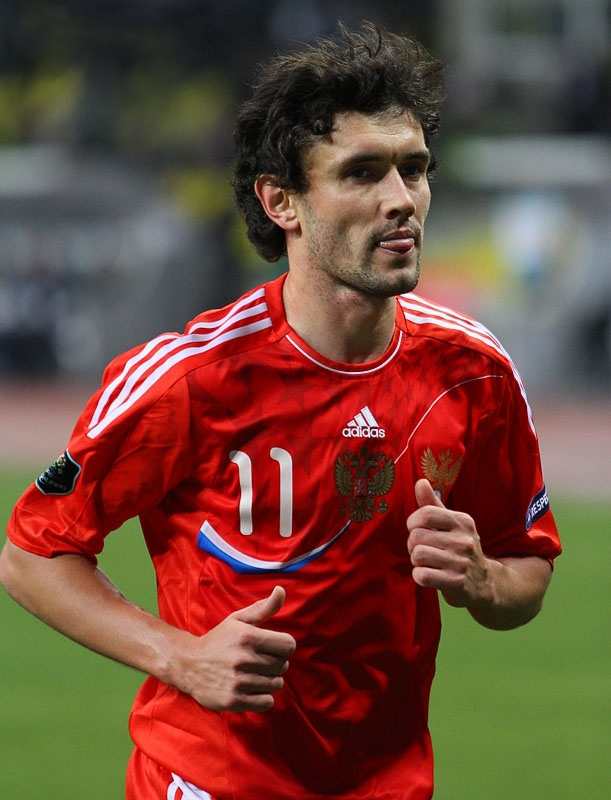
ロシア代表でプレーするジルコフ

- 家族構成は両親と姉と弟が2人。一番下の弟は、PFC CSKAモスクワのリザーブチームに所属していたMFニコライ・ジルコフ（Nikolai ZHIRKOV、1988年7月3日 - ）。
- 2008年2月に、モデルのインナと結婚した。同年9月には息子のドミトリが誕生した。
- 2008年12月にタンボフ州立大学を卒業。
- 趣味はテレビゲーム、音楽鑑賞、映画鑑賞。最近は第二次世界大戦関連のグッズを集めることがマイブームである。将来的には自身の集めたグッズを示した博物館を開設することを考えている。
- 少年時代はブラックバーン・ローヴァーズFCのファンだった。
- 過去に自動車事故を2度起こしたことがある。1回目は2005年1月にジルコフの地元タンボフ市内の高速道路で事故を起こした。2回目は2008年12月18日にカリーニングラード市内で事故を起こした。いずれも、エアバッグが起動したおかげで、ジルコフ自身に怪我はなかった。
- チェルシーFCへ移籍する3年前にはロマン・アブラモヴィッチ・オーナーから「英語の勉強をしておきなさい」と助言をされていたが、その意味に気づかず今になって「助言に耳を傾けるべきだった」と後悔していると話している。現在は、ロシア語を話せるペトル・チェフやイヴァノヴィッチ等のサポートにより徐々に学習してきてる模様。
- PFC CSKAモスクワからチェルシーFCに移籍した際、もっとも驚いたのがトレーニング施設の違いであり、「ここは何もかもが素晴らしく全てがスーパーだ」と話している。

## 個人成績

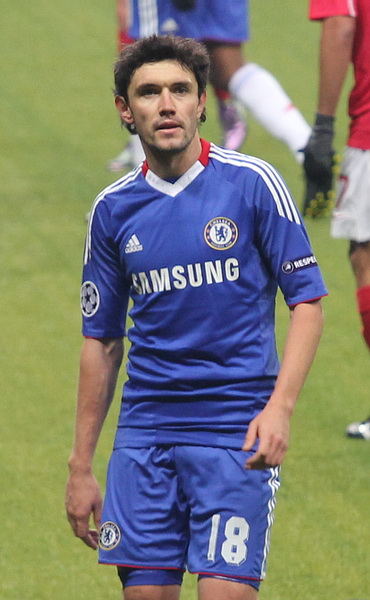
チェルシーでプレーするジルコフ

| クラブ               | シーズン | リーグ | リーグ | カップ | カップ | 欧州カップ戦 | 欧州カップ戦 | スーパーカップ | スーパーカップ | 合計 | 合計 |   |
| クラブ               | シーズン | 試合   | 得点   | 試合   | 得点   | 試合         | 得点         | 試合           | 得点           | 試合 | 得点 |   |
| -------------------- | -------- | ------ | ------ | ------ | ------ | ------------ | ------------ | -------------- | -------------- | ---- | ---- | - |
| PFC CSKAモスクワ     | 2004     | 25     | 6      | 2      | 0      | 10           | 0            | 1              | 0              | 38   | 6    |   |
| PFC CSKAモスクワ     | 2005     | 20     | 2      | 6      | 1      | 13           | 1            | 0              | 0              | 39   | 4    |   |
| PFC CSKAモスクワ     | 2006     | 27     | 1      | 6      | 1      | 8            | 1            | 1              | 1              | 42   | 4    |   |
| PFC CSKAモスクワ     | 2007     | 29     | 2      | 5      | 1      | 8            | 0            | 1              | 0              | 43   | 3    |   |
| PFC CSKAモスクワ     | 2008     | 28     | 3      | 2      | 0      | 6            | 1            | 0              | 0              | 36   | 4    |   |
| PFC CSKAモスクワ     | 2009     | 10     | 1      | 3      | 1      | 3            | 1            | 1              | 0              | 17   | 3    |   |
| PFC CSKAモスクワ     | 通算     | 139    | 15     | 24     | 4      | 48           | 4            | 4              | 1              | 215  | 24   |   |
| チェルシーFC         | 2009-10  | 17     | 0      | 5      | 0      | 4            | 0            | 0              | 0              | 26   | 0    |   |
| チェルシーFC         | 2010-11  | 12     | 0      | 2      | 0      | 7            | 1            | 0              | 0              | 21   | 1    |   |
| チェルシーFC         | 通算     | 29     | 0      | 8      | 0      | 11           | 1            | 0              | 0              | 48   | 1    |   |
| FCアンジ・マハチカラ | 2011-12  | 23     | 1      | 1      | 0      | 0            | 0            | 0              | 0              | 24   | 1    |   |
| FCアンジ・マハチカラ | 2012-13  | 1      | 0      | 0      | 0      | 3            | 0            | 0              | 0              | 4    | 0    |   |
| FCアンジ・マハチカラ |          | 通算   | 24     | 1      | 1      | 0            | 3            | 0              | 0              | 0    | 28   | 1 |
| 総通算               | 総通算   | 192    | 16     | 33     | 4      | 62           | 5            | 4              | 1              | 291  | 26   |   |

## 代表歴

### 出場大会
- ロシア代表
  - 2014 FIFAワールドカップ
  - 2018 FIFAワールドカップ

### 試合数
- 国際Aマッチ 105試合 2得点（2005年-2021年）[2]

| ロシア代表 | 国際Aマッチ | 国際Aマッチ |
| 年         | 出場        | 得点        |
| ---------- | ----------- | ----------- |
| 2005       | 4           | 0           |
| 2006       | 3           | 0           |
| 2007       | 9           | 0           |
| 2008       | 12          | 0           |
| 2009       | 6           | 0           |
| 2010       | 5           | 0           |
| 2011       | 9           | 0           |
| 2012       | 7           | 0           |
| 2013       | 4           | 0           |
| 2014       | 3           | 1           |
| 2015       | 5           | 0           |
| 2016       | 5           | 1           |
| 2017       | 8           | 0           |
| 2018       | 7           | 0           |
| 2019       | 5           | 0           |
| 2020       | 8           | 0           |
| 2021       | 5           | 0           |
| 通算       | 105         | 2           |

## タイトル

### クラブ
- PFC CSKAモスクワ
  - ロシア・プレミアリーグ：2 (2005, 2006)
  - ロシア・カップ：4 (2005, 2006, 2008, 2009)
  - ロシア・スーパーカップ：4 (2004, 2006, 2007, 2009)
  - UEFAカップ：1 (2005)
- チェルシーFC
  - コミュニティーシールド：1 (2009)
  - プレミアリーグ：1 (2009-10)
  - FAカップ：1 (2009-10)
- FCゼニト・サンクトペテルブルク
  - プレミアリーガ：3 (2018-19, 2019-20, 2020-21)
  - ロシア・カップ：2 (2015-16, 2019-20)
  - ロシア・スーパーカップ：2 (2016, 2020)